# Gloucestershire
Gloucestershire (pronunciat /ˈɡlɒstərʃər/) és un comtat situat al sud-oest d'Anglaterra. La seva capital és la ciutat de Gloucester, que n'és l'única ciutat gran, però hi ha altres viles importants com Cheltenham, Stroud, Cirencester i Tewkesbury. L'abreviació formal és Gloucs., però antigament també es feia servir Glos., sobretot per al correu.
Dins del comtat cerimonial està la zona nord de Bristol, que és una autoritat unitària.
Geogràficament es distingeixen tres tipus de paisatge: els boscos a l'est, la vall del Wye a l'oest i els pujols dels Cotswolds al centre. La pagesia és el recurs econòmic dominant del comtat, hi ha una raça de vaca característica d'aquesta zona, i el porc pigat és autòcton. La catedral de Gloucester, l'abadia de Tewkesbury i l'església de Cirencester són els edificis històrics més destacats.

## Geografia
Boscos

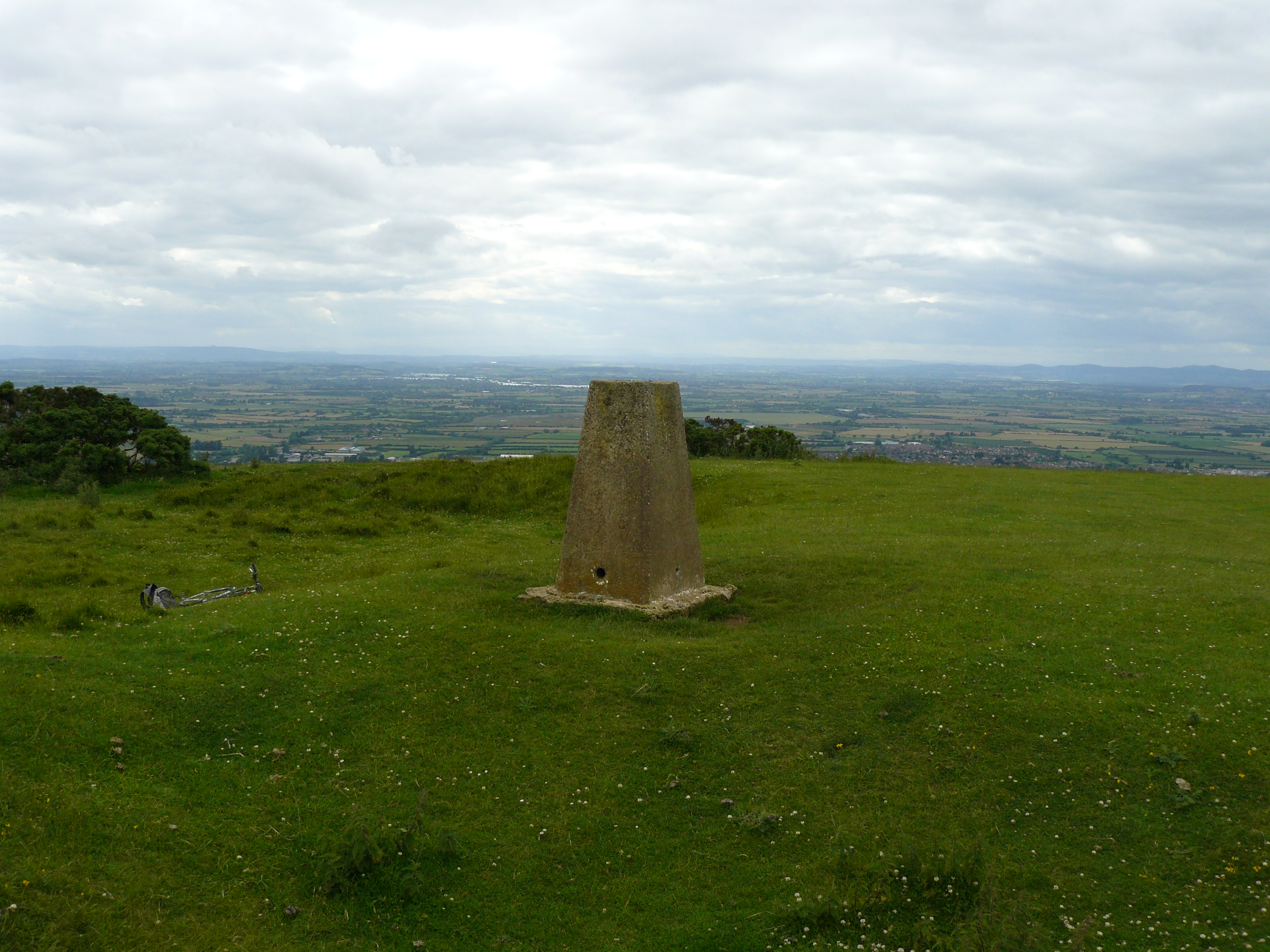
Fita al Cleeve Hill, 330 m.

A l'est de Gloucestershire està el bosc de Dean, que forma una plana triangular entre el riu Wye, a l'oest i nord-oest, Herefordshire al nord, el riu Severn al sud i la ciutat de Gloucester a l'est.
Aquesta àrea de més de 110 km² és una barreja de diversos boscos i la part restant d'un dels antics boscos d'Anglaterra que ha sobreviscut fins als nostres dies. Abans del 1066 una gran part va ser zona de caça reservada per al rei i va continuar sent la segona àrea més gran de boscos reials d'Anglaterra, dins la qual estava l'històric New Forest.
Pujols
Hi ha uns 30 pujols el més alt fa 330 m i el menys elevat 115; la majoria situats dins dels Cotswolds, una serralada que travessa sis comtats. Molts d'aquests pujols tenen importància històrica, arqueològica o pertanyen a reserves naturals, mentre que altres són destinació d'aficionats a l'escalada i a l'excursionisme. En la següent llista estan marcats amb la lletra (C) els que formen part dels Cotswolds, amb (FD) els que estan situats al bosc de Dean i amb (W) els que estan a la vall del Wye:
- Cleeve, 330 m, (C)
- Seven Wells, 319 m, (C
- Shenberrow, 304 m, (C)
- Roel, 301 m, (C)
- Birdlip, 209 m, (C)
- Wistley, 208 m, (C)
- May, 296 m
- Leckhampton, 295 m, (C)
- Ruardean, 290 m, (FD)
- Upper Coscombe, 290 m, (C)
- Painswick Beacon, 295 m, ((C)
- High Brotheridge, 282 m, (C)
- Nottingham Hill, 280 m, (C)
- Buck Stone, 279 m, (C)
- Edge Hills, 279 m, (FD)
- Temple Guiting, 279 m, (C)
- Wigpool Common, 279 m, (FD)
- Langley, 274 m, (C)
- Crickley, 273 m, (C)
- Pen, 267 m, (C)
- Hart, 263 m, (W)
- Scottsquar, 256 m, (C)
- Crawley, 251 m, (C)
- Hetty Pegler's Tump, 251 m, (C)
- Wyck Beacon[, 250 m, (C)
- Oxenton, 223 m, (C)
- Alderton, 223 m, (C)
- Robins Wood Hill, 198 m, (C)
- Churchdown, 155 m, (C)
- Chosen-Tinker, 155 m, (C)

Valls

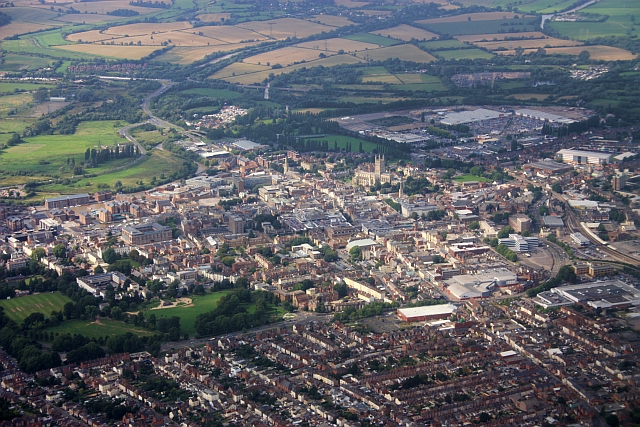
Vista aèria de Gloucester.

La vall del Wye està declarada àrea de destacada bellesa natural (AONB) i marca la frontera entre Anglaterra i Gal·les. El paisatge de la part baixa del riu Wye es va formar per l'acció d'aquest riu sobre els diversos estrats de roca que hi ha en direcció al bosc de Dean; en arribar a aquest punt l'aigua ha passat excavant els marges de la plana sorrenca (Old Red Sandstone) i ha format una gorja amb pregons penya-segats. A prop del riu Wye, està el mur d'Offa, una construcció defensiva consistent en una petita elevació del terreny seguida d'un fossat que data del segle viii.
El riu Severn, en canvi no forma una vall sinó una plana que, quan plou molt, resulta un problema. El juliol del 2007 Gloucestershire va patir la pitjor inundació de la història de la Gran Bretanya i van haver desenes de milers de residents perjudicats quan el riu Severn va sobreeixir al seu pas per Gloucester. La Royal Air Force es va encarregar de les operacions de rescat i va salvar 120 persones. Es calcula que els danys van superar els 2.000 milions de lliures. La contrada es va recuperar ràpidament del desastre.

## Història

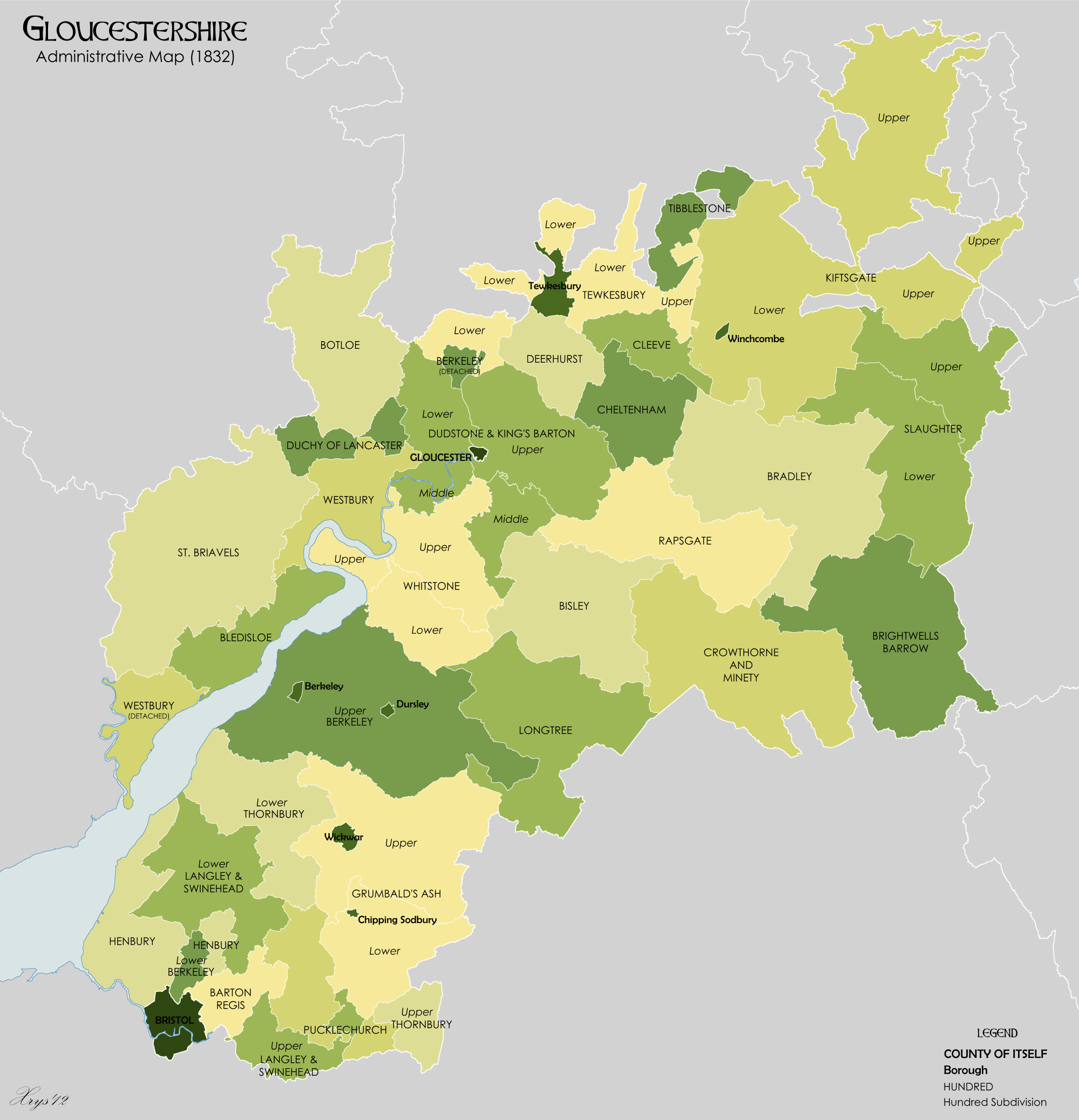
Els hundreds de Gloucestershire, encara vigents el 1832.

La zona actualment coneguda com a Gloucestershire va ser un territori originàriament habitat per pobles britans (antecessors dels gal·lesos i d'altres pobles celtes de l'illa de la Gran Bretanya) ja en l'edat del ferro i es van mantenir durant el període de domini romà. El nom del comtat pren el nom de la seva capital, Gloucester, l'antiga Caerloyw (paraula que encara es conserva en l'idioma gal·lès per referir-se a aquesta ciutat). En abandonar el país els romans, vers el segle v, els britans van reprendre el control, però es desconeix com estava dividit exactament administrativament el territori. Al segle VII aquesta zona va passar a formar part de Mèrcia i va acabar sota domini dels saxons de l'oest, regne de Wessex al segle ix.
Gloucestershire probablement va començar a ser un comtat al segle x, i així és esmentat a la Crònica anglosaxona, encara que les àrees de Winchcombe i el bosc de Dean no van ser afegides fins al segle xi. El territori primigeni de Gloucestershire incloïa Bristol, que en aquell temps era una petita vila d'interior fins que més tard els seus habitants es van traslladar cap a la costa. Bristol, va créixer molt durant la revolució industrial i va esdevenir un comtat per si mateix, amb territoris separats de Gloucestershire i de Somerset. Durant un temps, però, (1974-1996) va formar part del comtat d'Avon.
Els trenta-nou hundreds que consten al Domesday Book i els trenta-un esmentats als Hundred Rolls del 1274 difereixen en extensió i nom dels vint-i-vuit del segle dinou.
Segons el diari oficial National Gazetteer of Britain and Ireland la llista és la següent:
- Barton Regis
- Berkeley
- Bishop's Cleeve
- Bisley
- Bledisloe
- Botloe
- Bradley
- Brightwell's Barrow
- Cheltenham
- Cleeve
- Crowthorne-with-Minety
- Deerhurst
- Dudstone
- Grumbalds Ash
- Henbury
- Kiftsgate
- Langley and Swinehead
- Longtree
- Lower Slaughter
- Lower Tewkesbury
- Lower Thornbury
- Pucklechurch
- Rapsgate
- St Briavels
- Tibaldstone
- Upper Slaughter
- Upper Tewkesbury[15]
- Upper Thornbury[16]
- Westbury
- Westminster
- Whitstone

La ciutat lliure anomenada Ducat de Lancaster (Duchy of Lancaster-Gloucestershire), de vegades consta com a hundred.
Bristol es va separar el 1373, i el 1483 el rei Ricard III va crear Gloucester com a comtat independent, afegint els hundreds de Dudston i Kings Barton. Aquest darrer municipi va tornar a formar part del comtat de Gloucestershire el 1673, però les ciutats de Bristol i Gloucester van continuar sent comtats independents amb jurisdiccions i tribunals separats. El funcionari de més rang encarregat del bosc de Dean era el warden, que generalment també era el batlle del castell de St Briavel. Aquest càrrec amb funcions de jutge per a delictes relacionats amb el bosc va tenir primer la seu al castell de Gloucester, des de l'any 1282, i va deixar de funcionar el 1635. El hundred anomenat Duchy of Lancaster estava dins la jurisdicció del comtat de Gloucestershire per segons quins assumptes.
Gloucestershire va tenir representació al parlament des del 1290.
Després de l'abolició del comtat d'Avon, l'any 1996, la regió nord de Bristol va esdevenir una autoritat unitària dins el districte de Gloucestershire Sud i és actualment part del comtat cerimonial de Gloucestershire.
Per al correu es feia servir l'abreviació «Glos.», que ha caigut en desús amb la introducció del sistema de codis postals.

## Poblacions

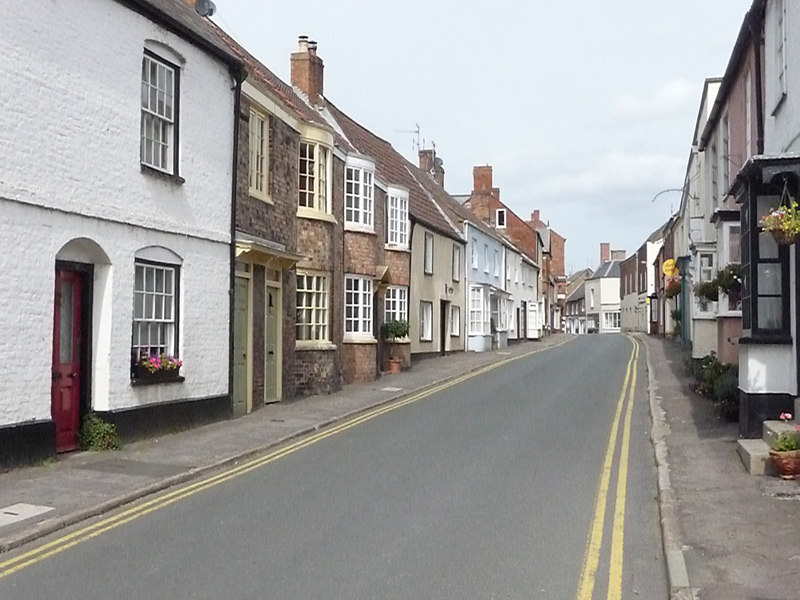
Carrer major de Berkeley.

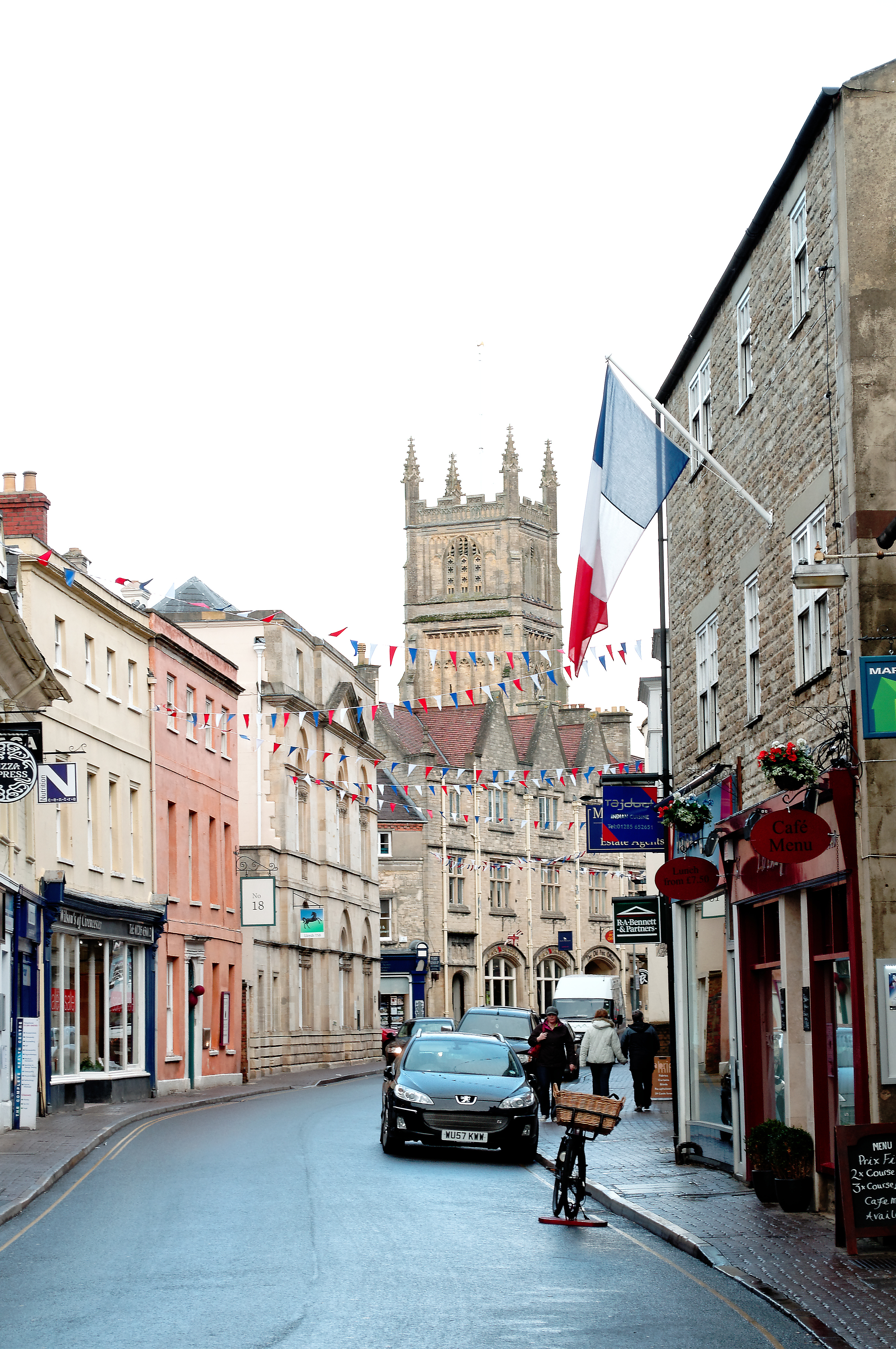
Carrer del castell, Cirencester.

La següent llista mostra les poblacions amb més habitants de Gloucestershire, l'única gran ciutat és la capital:
- Gloucester (136.362 hab)
- Cheltenham (116.447 hab)
- Filton (59.495 hab)
- Kingswood (40.734 hab)
- Cirencester (16.325 hab)
- Dursley (14.542 hab)
- Stroud (13.259 hab)
- Patchway (10.511 hab)
- Coleford (8.359 hab)
- Stonehouse (7.400 hab.)
- Chipping Campden (2.288 hab)
- Berkeley (2.034 hab)
- Kemble (1.036 hab)

## Economia
Les característiques de les tres divisions naturals de Gloucestershire han donat lloc a diferents àrees econòmiques. La zona del bosc va ser el principal centre d'extracció de ferro del país, fins que al segle xvi es van obrir les mines de Sussex. A més l'abundància de fusta va propiciar la creació d'adoberies i de tallers de construcció naval. La zona dels pujols, va ser zona de la pagesia, on es criaven les ovelles que eren la matèria primera per a la indústria tèxtil de les ciutats, fins que aquestes empreses van començar a preferir comprar llana estrangera. La indústria de la seda es va introduir al segle xvii i va ser especialment pròspera a la vall del Stroud. L'abundor d'argila i de pedra va donar lloc a la creació de fàbriques de maons, teules i ceràmica. Durant el segle xvii i XVIII van trobar sortida fàbriques de productes com: els botons, agulles, blondes, mitges, corda i roba per a veles.

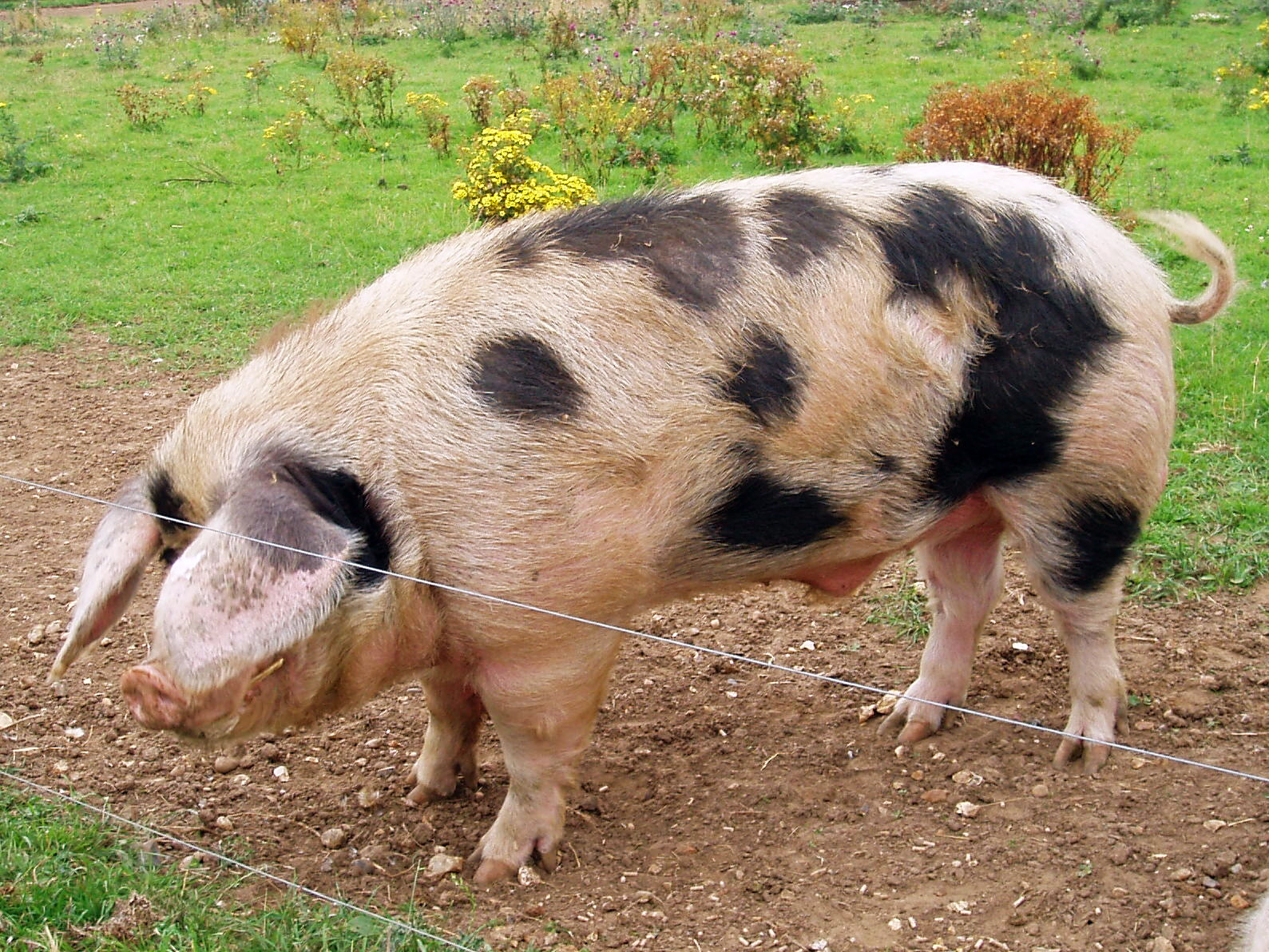
Porc de la raça Gloucestershire Old Spot.

El famós porc pigat de Gloucestershire és una raça criada des d'antic en aquesta contrada. Les ovelles encara es crien pasturant pel bosc de Dean. Al bosc de Dean i a la vall del Wye també habiten porcs senglars.
La vaca de Gloucester, és una raça poc comunaperò que encara es cria en aquest comtat. Se la reconeix per la franja blanca que va pel mig de la seva esquena fins a la cua. És famosa per la llet que dona i pels formatges que se'n produeixen.
La següent taula mostra la distribució per sectors del valor afegit brut regionalamb valors expressats en milions de lliures esterlines. El total pot no coincidir amb la suma dels valors parcials degut a l'arrodoniment. La segona taula motra l'evolució econòmica entre 1997-2009.
| any  | valor afegit brut regional | sector primari | sector secundari | sector terciari |
| ---- | -------------------------- | -------------- | ---------------- | --------------- |
| 1995 | 5.771                      | 196            | 1.877            | 3.698           |
| 2000 | 8.163                      | 148            | 2.677            | 5.338           |
| 2003 | 10.17                      | 166            | 2.933            | 7.517           |

| any | 1997  | 1998  | 1999  | 2000  | 2001  | 2002  | 2003   | 2004   | 2005   | 2006   | 2007   | 2008   | 2009   |
| PIB | 7.167 | 7.630 | 8.034 | 8.414 | 8.947 | 9.504 | 10.117 | 10.525 | 10.680 | 11.073 | 11.563 | 11.666 | 11.452 |